# Gérard Férey
Gérard Férey (Bréhal, 14 de julho de 1941 - 19 de agosto de 2017) foi um químico francês.
Em setembro de 2010 recebeu a Medalha de Ouro CNRS e em 2013 foi agraciado com a Medalha Lavoisier (SCF)
Foi professor da UVSQ.